# Chris Froome
Christopher Clive Froome, detto Chris (Nairobi, 20 maggio 1985), è un ciclista su strada keniota naturalizzato britannico, che corre per il team Israel-Premier Tech.
Professionista dal 2007, soprannominato il Keniano bianco o Froomey, ha caratteristiche di scalatore e cronoman, è considerato uno dei migliori ciclisti della sua generazione, essendo uno dei sette corridori — con Jacques Anquetil, Eddy Merckx, Felice Gimondi, Bernard Hinault, Vincenzo Nibali e Alberto Contador — ad avere vinto tutti e tre i grandi Giri ciclistici: Giro d'Italia (nel 2018), Tour de France (nel 2013, 2015, 2016 e 2017) e Vuelta a España (nel 2011 e nel 2017); ha inoltre conquistato due medaglie di bronzo a cronometro ai Giochi olimpici in rappresentanza della Gran Bretagna (nel 2012 e 2016), mentre ai campionati del mondo è stato terzo nella cronosquadre 2013 in Italia, così come anche nelle cronometro a squadre e individuale 2017 in Norvegia.

## Biografia
Nato a Nairobi, Kenya, da Jane Flatt e Clive Froome, entrambi britannici, Chris è il più giovane di tre fratelli: Jonathan e Jeremy. A quindici anni si trasferisce con la sua famiglia a Johannesburg, in Sudafrica, dove corre le sue prime gare di ciclismo. Sposato con Michelle dal novembre 2014, ha due figli, nati il 15 dicembre 2015 e il 1º agosto 2018. Ha vissuto per diversi anni in Italia e parla un discreto italiano.

## Carriera

### Gli esordi e i primi anni nel professionismo
La sua carriera ciclistica inizia gareggiando con licenza del Kenya, federazione che rappresenta ai campionati del mondo Under-23 nel 2006 e nel 2007. Nel 2007 passa professionista con una piccola squadra sudafricana, il Team Konica Minolta, vincendo subito due corse.
Nella stagione successiva passa alla Barloworld, diretta dall'italiano Claudio Corti, con cui prende parte al Tour de France 2008, e al Giro d'Italia 2009, classificandosi rispettivamente ottantatreesimo e trentaduesimo. È proprio nella Corsa Rosa che ottiene il primo piazzamento di rilievo: durante la quattordicesima tappa con traguardo posto sul San Luca, entra nella fuga di giornata piazzandosi al sesto posto, a 36" dal vincitore australiano Simon Gerrans. Nel 2008 sceglie la licenza ciclistica britannica, venendo così convocato ai campionati del mondo di Varese come membro della nazionale britannica: nell'occasione non riesce però ad arrivare al traguardo della prova in linea.

### 2010-2011: il debutto con Sky e la vittoria alla Vuelta

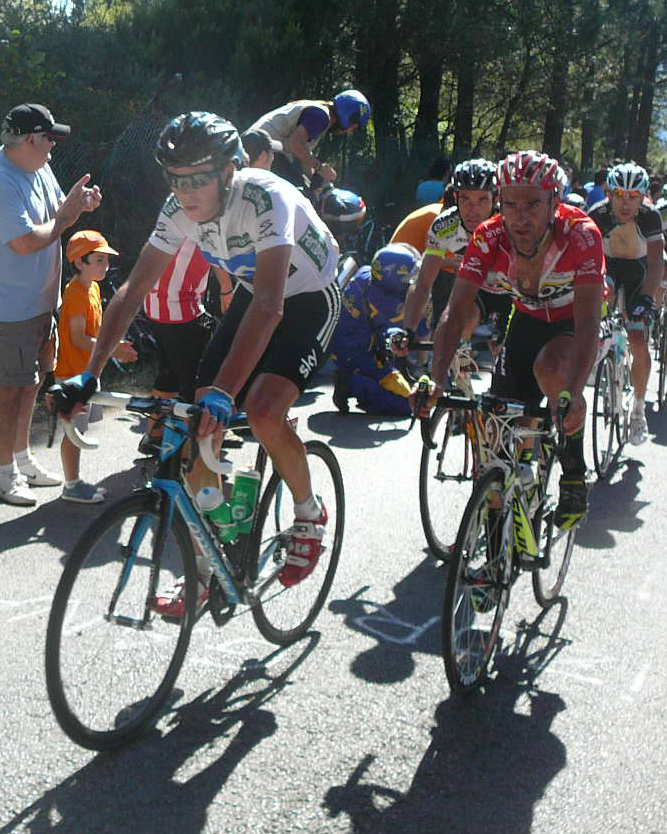
Froome in maglia bianca davanti a Juan José Cobo alla Vuelta a España 2011.

Al termine del 2009, essendosi sciolta la Barloworld, Froome firma per la neonata formazione inglese Sky. Nella stagione 2010 ottiene, come migliore prestazione, un secondo posto al campionato britannico a cronometro. Nel maggio dello stesso anno partecipa al Giro d'Italia, dal quale viene però espulso per essersi fatto trainare dalla propria ammiraglia durante un tratto di salita.
Nel 2011 offre buone prestazioni in diverse gare, in particolare nei tratti in salita. Nella seconda parte di stagione prende parte alla Vuelta a España in appoggio al capitano e connazionale Bradley Wiggins. Al termine della decima tappa, una cronometro a Salamanca in cui si piazza secondo alle spalle del tedesco Tony Martin, riesce a fare sua la maglia rossa, simbolo del primato in classifica generale. Cede la maglia il giorno dopo a Wiggins, mentre nelle tappe seguenti svolge il doppio lavoro di gregario in salita e contemporaneamente di atleta di classifica.
Nell'ultima settimana di corsa si aggiudica la diciassettesima tappa, quella con arrivo a Peña Cabarga, non riuscendo però a superare in classifica lo spagnolo e maglia rossa Juan José Cobo. La corsa verrà vinta proprio da Cobo, con Froome che ottiene il secondo posto finale a soli 13", davanti al proprio capitano Wiggins: tuttavia il 18 luglio 2019 viene dichiarato vincitore, in seguito alla squalifica per doping dello stesso Cobo, vedendosi attribuita anche la classifica combinata della corsa e diventando così il primo britannico a conquistare un grande Giro. In ottobre si classifica quindi terzo al Tour of Beijing, gara a tappe conclusiva del calendario World Tour.

### 2012: il secondo posto al Tour de France e il bronzo olimpico

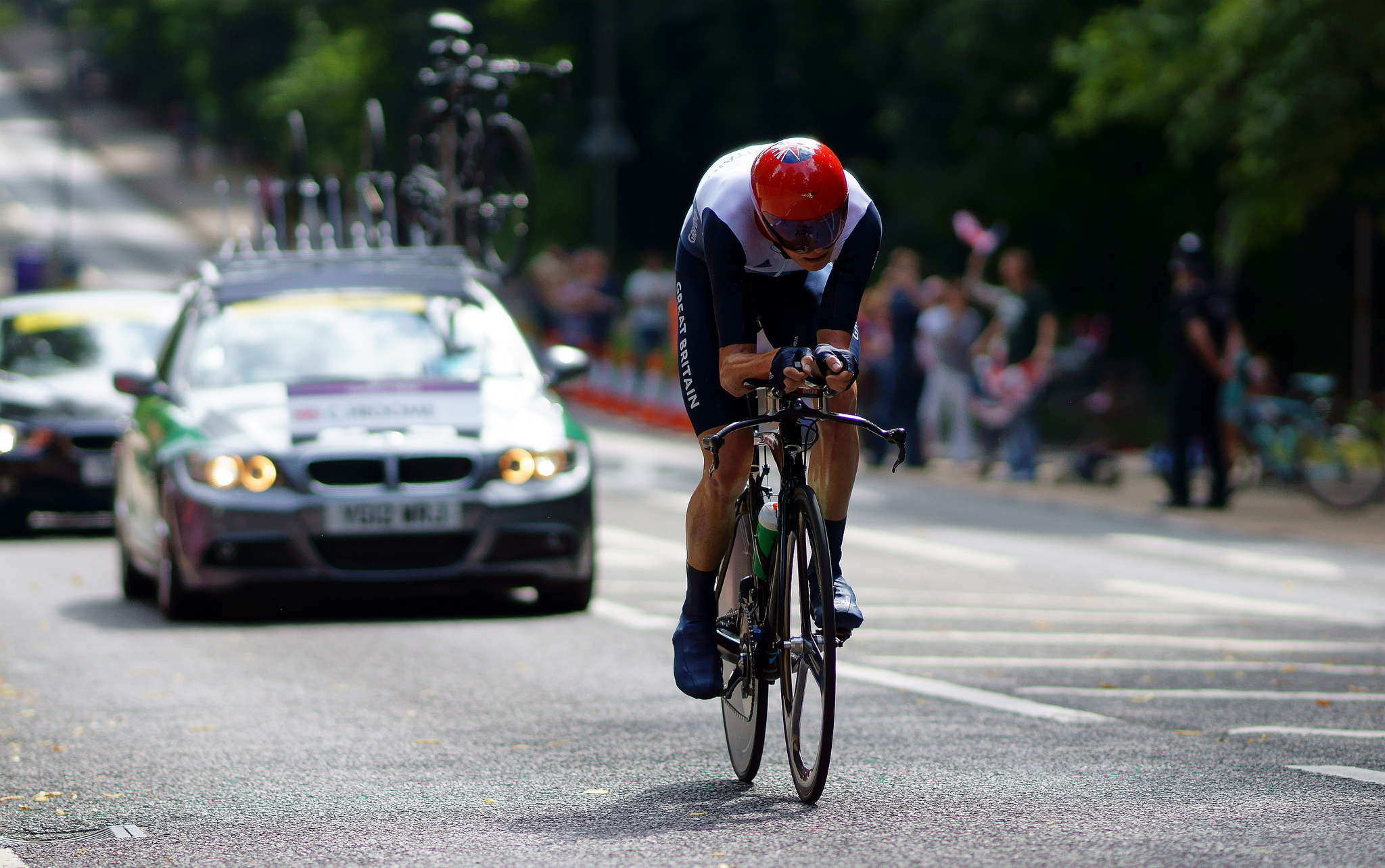
Froome impegnato nella cronometro olimpica di Londra 2012.

Nella prima parte della stagione 2012 non coglie successi. Come unico piazzamento ottiene il quarto posto nella classifica finale del Giro del Delfinato. Nel mese di luglio partecipa al Tour de France nuovamente come gregario di Wiggins. Nel corso della Grande Boucle vince la settima tappa, con arrivo a La Planche des Belles Filles, e due giorni dopo si piazza al secondo posto nella cronometro di Besançon, alle spalle del proprio capitano. Ottiene lo stesso piazzamento anche nella diciannovesima tappa, la cronometro di Chartres, superato anche in questa occasione dal compagno di squadra. Conclude la Grande Boucle al secondo posto, alle spalle dello stesso Wiggins di 3'21" e davanti al siciliano Vincenzo Nibali; ciò nonostante si dimostra il corridore più performante nelle tappe in salita, tanto da rallentare per attendere il proprio capitano in diverse occasioni.
Concluso il Tour, partecipa ai Giochi olimpici di Londra, conquistando la medaglia di bronzo nella prova a cronometro alle spalle di Wiggins e di Tony Martin. In agosto prende il via, da capitano e con ambizioni di classifica, alla Vuelta a España, lottando per la maglia rossa di leader della generale con gli spagnoli Joaquim Rodríguez, Alejandro Valverde e Alberto Contador. È uno dei protagonisti fino alla quattordicesima tappa quando, per la prima volta, perde contatto dal terzetto di spagnoli. Nelle tappe seguenti il suo divario dai tre rivali in classifica aumenta: chiude la corsa al quarto posto, ma a 10'16" da Contador e molto distanziato dal gradino più basso del podio, occupato da Rodríguez.

### 2013: le vittorie al Romandia, al Delfinato e al Tour de France

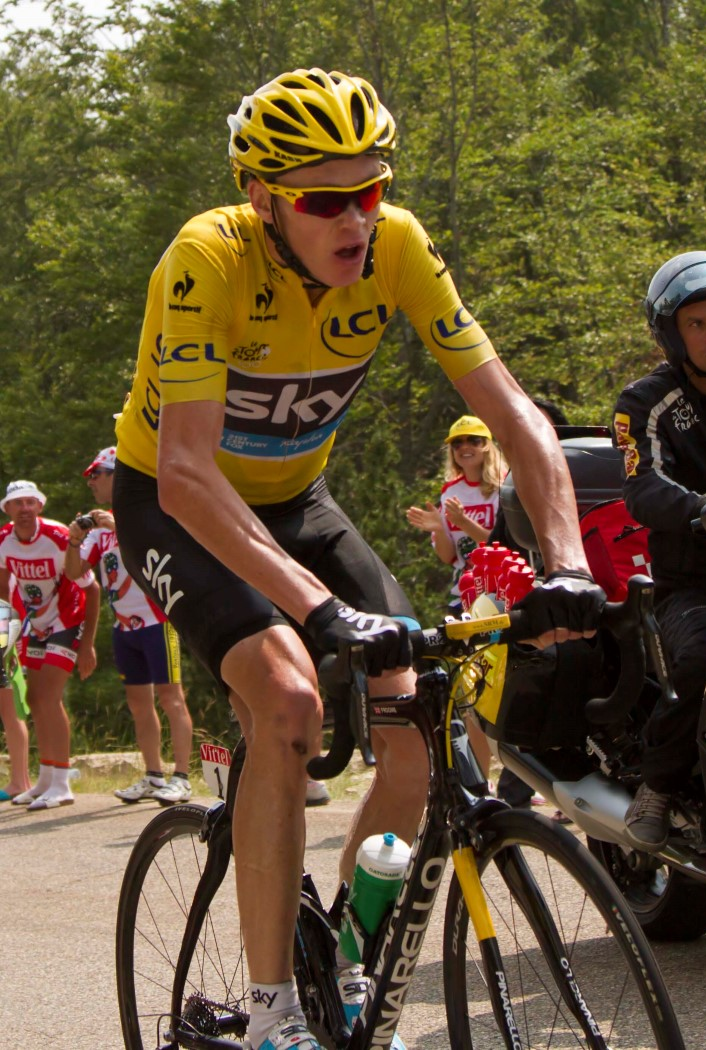
Froome in azione con la maglia gialla sulla salita del Mont Ventoux al Tour de France 2013.

Froome comincia la stagione 2013 vincendo una tappa e la classifica finale del Tour of Oman. In marzo partecipa alla Tirreno-Adriatico: in questa gara conquista il successo nella tappa con arrivo in salita a Prati di Tivo e conclude al secondo posto in classifica generale, alle spalle dell'italiano Nibali e davanti allo spagnolo Contador. Nello stesso mese vince anche una tappa e la classifica finale del Critérium International in Corsica, precedendo in graduatoria l'australiano e compagno di squadra Richie Porte.
In aprile corre il Giro di Romandia in Svizzera: dopo aver vinto il prologo, Froome porta per tutti i sei giorni di gara la maglia gialla di leader, aggiudicandosi infine la vittoria davanti allo sloveno Simon Špilak. Non partecipa al Giro d'Italia (nella "Corsa Rosa" il capitano della Sky è Wiggins), e corre invece il Giro del Delfinato. In questa gara si aggiudica la quinta frazione, quella con arrivo in salita a Valmorel, e il successo finale, precedendo in classifica il proprio "scudiero" Porte. Stante la serie di successi ottenuti nel corso della prima parte di stagione, si presenta al Tour de France in qualità di principale favorito per la vittoria. Già nella prima tappa di montagna, l'ottava, con arrivo ad Ax 3 Domaines, stacca i principali avversari (Valverde, Contador e l'olandese Bauke Mollema) di più di un minuto, conquistando la maglia gialla.
Pochi giorni dopo, nella cronometro di Le Mont-Saint-Michel vinta da Tony Martin, infligge ulteriori distacchi – sopra i due minuti – ai rivali, consolidando il primato e ipotecando ancor prima delle Alpi il successo finale. Ancora quattro giorni e, sulle rampe del Mont Ventoux, fornisce una chiara dimostrazione di forza: nell'occasione stacca gli altri uomini di classifica, va a riprendere il fuggitivo colombiano Nairo Quintana, lo supera e si invola verso il successo in solitaria. Suggella infine il dominio in occasione della cronometro di Chorges — ottiene la terza vittoria di tappa nella Grande Boucle — e nell'ultima tappa di montagna, quella con arrivo ad Annecy-Semnoz, chiudendo al terzo posto, alle spalle di Quintana e Rodríguez. A Parigi sono proprio il giovane colombiano e lo spagnolo, nell'ordine, ad accompagnarlo sul podio finale (in notturna), staccati in classifica rispettivamente di 4'20" e 5'04". Grazie alla vittoria del Tour a ottobre, dopo essersi piazzato al terzo posto nella cronosquadre dei campionati del mondo in Toscana, riceve il premio Vélo d'Or come miglior ciclista dell'anno.

### 2014: il ritiro al Tour e il secondo posto alla Vuelta

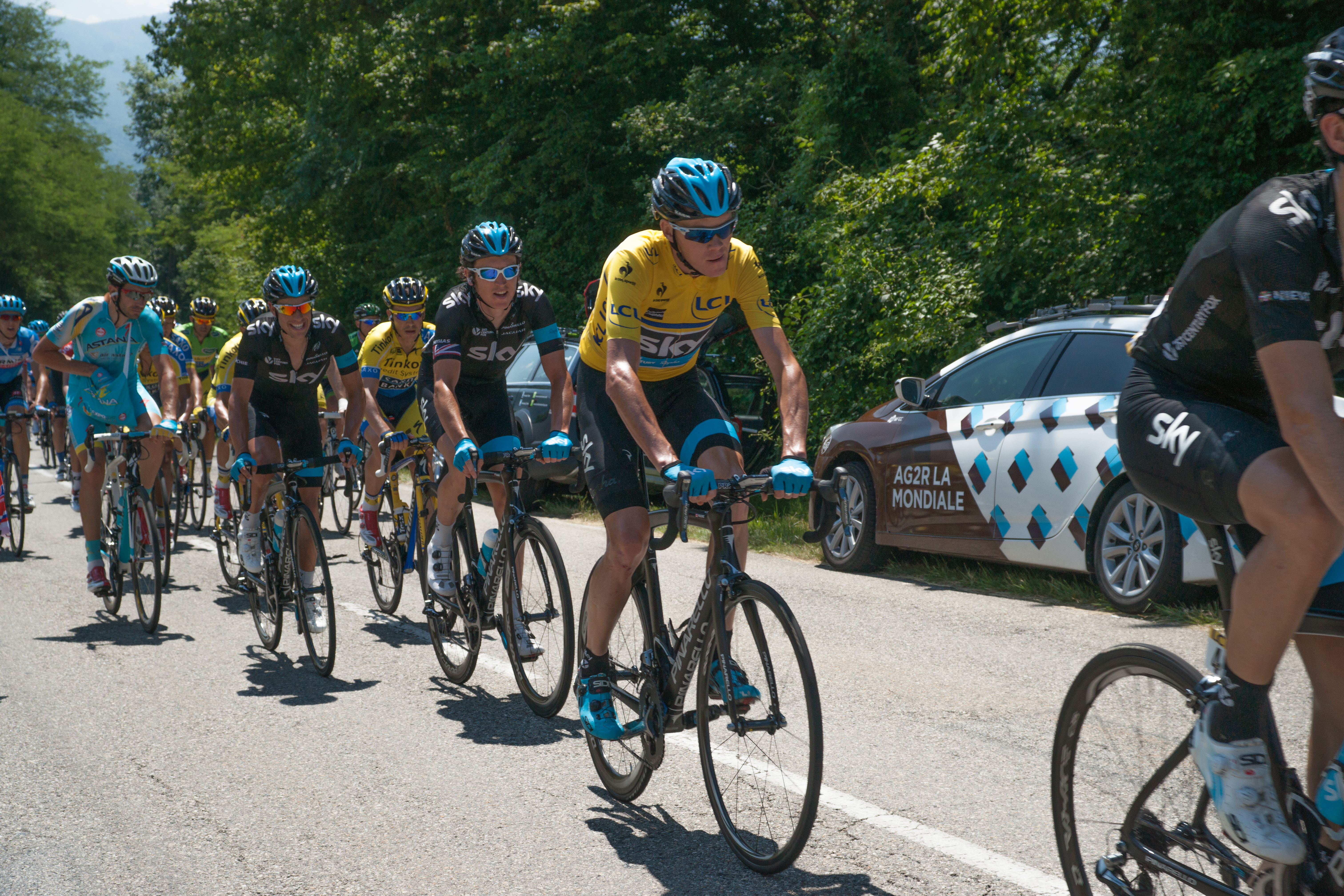
Froome in maglia gialla di leader al Giro del Delfinato 2014.

Froome inizia il 2014 all'insegna del successo, confermandosi subito ad alti livelli con la vittoria della quinta tappa del Tour of Oman, bissando la vittoria nella generale dell'anno precedente. A marzo rinuncia alla Tirreno-Adriatico per un infortunio. Dopo essere rientrato alla Volta Ciclista a Catalunya, conclusa in sesta posizione finale, torna al successo vincendo, nel mese di maggio, il Tour de Romandie, bissando così il successo dell'anno precedente; giunge secondo nella tappa regina, battuto in una volata a due da Špilak vincendo l'ultima frazione a cronometro e sfilando la maglia di leader proprio allo sloveno.
In giugno prende parte al Giro del Delfinato, gara a tappe a cui partecipano anche Nibali e Contador, suoi diretti rivali per la conquista del Tour de France, suo grande obiettivo stagionale. Dopo aver vinto a Lione la cronometro iniziale, si ripete il giorno successivo vincendo sul traguardo in salita di Pays d'Olliergues-Col du Béal, superando Contador, il solo in grado di resistere alle accelerazioni del britannico, e l'olandese Wilco Kelderman, consolidando così la maglia di leader. Durante la settima frazione, però, perde la leadership della corsa in favore del madrileno, che, sull'ultima salita di Finhaut-Emosson, lo attacca riuscendo a staccarlo, complici anche le non perfette condizioni fisiche del britannico, caduto nel finale della tappa precedente. Nell'ultima tappa va in crisi, venendo attaccato sia dallo statunitense Andrew Talansky, che grazie ad una fuga riuscirà ad aggiudicarsi la corsa, che dal rivale spagnolo, uscito come vincitore morale in vista della Grande Boucle.
Al via del Tour è considerato uno dei tre favoriti assieme a Nibali e Contador, ma già durante la quarta tappa è vittima di una caduta, riportando numerose escoriazioni su tutto il corpo; ciò nonostante riesce a concludere la tappa nel gruppo principale. Durante la successiva frazione, la temutissima tappa del pavé, da Ypres a Arenberg Porte du Hainaut, è costretto al ritiro per colpa di altre due cadute. Nei giorni successivi, esami più approfonditi evidenziano due fratture: una al polso sinistro e una alla mano destra.
Nel mese di agosto riesce a recuperare dagli infortuni per prendere il via della Vuelta a España, venendo inserito di diritto tra i favoriti al successo finale, assieme a Valverde, Rodríguez e al vincitore del Giro d'Italia Quintana. Dopo aver sofferto nelle prime tappe entra in forma al termine della seconda settimana, non riuscendo, tuttavia, ad ottenere alcuna vittoria di tappa. Si rende comunque protagonista nelle due tappe "regine": la sedicesima, con arrivo in salita a La Farrapona/Lagos de Somiedo, distanziato nel finale dal solo Contador, e nella ventesima e penultima frazione con arrivo in quota a Puerto de Ancares, sempre sopravanzato dallo spagnolo. Termina la corsa con altri due secondi posti parziali; a Santiago di Compostela, luogo di arrivo dell'ultima frazione a cronometro, si piazza per la seconda volta in carriera sul secondo gradino del podio preceduto di 1'10" da Contador, mentre terzo si classificherà l'altro spagnolo Valverde.

### 2015: il bis al Tour de France

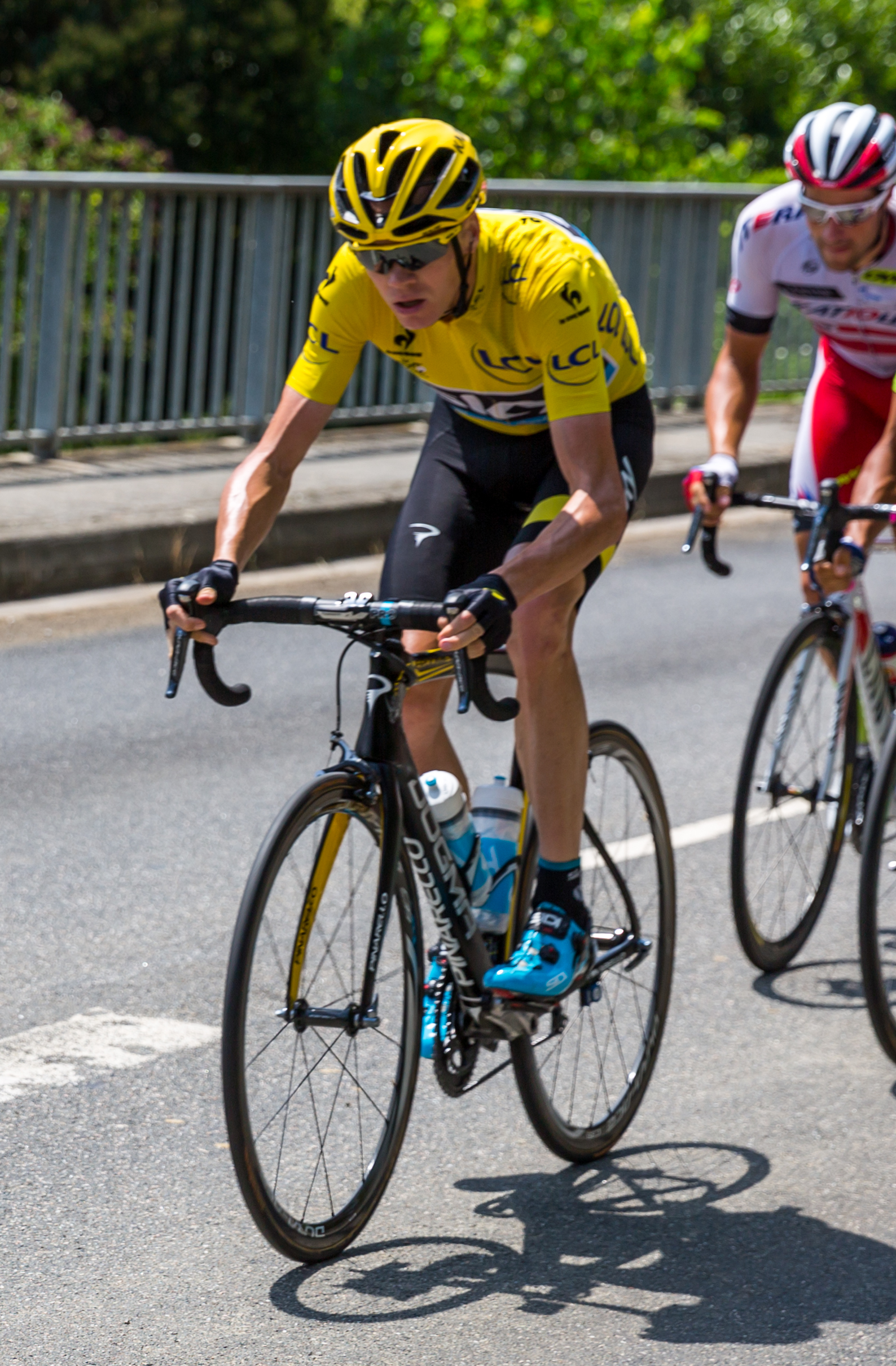
Froome in azione in maglia gialla al Tour de France 2015.

Apre la stagione 2015 gareggiando, nel mese di febbraio, alla Vuelta a Andalucía, breve corsa a tappe spagnola: conclusa in seconda piazza la terza tappa, staccato sull'ultima ascesa dal rivale Contador, riesce a conquistare la maglia rossa di leader al termine della successiva frazione con arrivo in salita a Alto de las Allanadas, vincendo sullo stesso Contador e sullo spagnolo e compagno di team Mikel Nieve; si aggiudica così la classifica generale, precedendo il madrileno per soli due secondi e un altro spagnolo, Beñat Intxausti, di 2'38". In marzo è costretto, così come accaduto l'anno precedente, a saltare la Tirreno-Adriatico, causa virus influenzale. Nel mese di aprile è protagonista al Tour de Romandie ma dopo aver centrato il successo nella cronosquadre iniziale, non riesce a difendere il successo dell'anno precedente, finendo terzo a 35" dal vincitore russo Il'nur Zakarin.
In giugno è al via del Giro del Delfinato, in preparazione al Tour de France: nell'occasione riesce ad imporsi nella settima e nell'ottava frazione, entrambe con arrivo in quota, riuscendo così a scalzare dalla vetta della classifica generale l'americano Tejay van Garderen, avvantaggiatosi grazie alla vittoria nella cronosquadre della terza tappa. Per il britannico, che chiude con 10" su van Garderen e 1'16" sul portoghese Rui Costa, è il secondo trionfo in questa competizione.
Si presenta al via del Tour de France in qualità di candidato alla vittoria finale, assieme a Nibali, Quintana e Contador. Veste la maglia gialla già al termine della terza tappa, conclusa in seconda piazza, staccando sulle rampe del Muro di Huy tutti i rivali, dovendosi arrendere al solo Rodríguez. Cede il simbolo del primato il giorno successivo, al termine della tappa del pavé di Cambrai in favore di Tony Martin, per poi riacquisirla la tappa seguente a causa di una caduta, con conseguente abbandono di quest'ultimo. Conclusa la prima settimana in testa, nella decima e prima tappa pirenaica con arrivo in quota a La Pierre-Saint-Martin mette in mostra una superiorità schiacciante, trionfando in solitaria e rifilando distacchi abissali a tutti i suoi diretti rivali, con il solo Quintana in grado di contenere il ritardo a poco più di un minuto.
Dopo aver controllato la leadership dagli attacchi del colombiano della Movistar nelle rimanenti frazioni pirenaiche e nella seconda settimana, sulle Alpi Froome dimostra di accusare la stanchezza, con conseguente calo di rendimento. Infatti, nelle ultime due tappe di montagna con arrivo in salita viene ripetutamente attaccato dal diretto avversario Quintana, perdendo 32" a La Toussuire-Les Sybelles e 1'26" sull'Alpe d'Huez. Ciò nonostante riesce a difendersi mantenendo la testa della classifica e termina la Grande Boucle sugli Champs-Élysées con un vantaggio di 1'12" sul colombiano e di 5'25" sul terzo classificato, lo spagnolo Valverde. Sale dunque per la seconda volta sul gradino più alto del podio facendo sua, oltre alla maglia gialla, anche quella a pois di miglior scalatore, divenendo il secondo corridore britannico ad averla conquistata dopo il successo dello scozzese Robert Millar nel 1984. Froome è inoltre il sesto vincitore in grado di laurearsi "Re della Montagna" e il primo a riuscirci dal Tour 1970 del belga Eddy Merckx.
In agosto partecipa alla Vuelta a España con ambizioni di successo finale. Dopo aver perso alcuni secondi dai rivali nelle prime tappe a lui poco congeniali, stacca per la prima volta tutti i principali rivali nell'arrivo in quota della nona frazione, tagliando il traguardo in seconda posizione a soli 2" dall'olandese Tom Dumoulin. Due giorni più tardi è vittima di una caduta nelle battute iniziali del tappone pirenaico di Andorra: il britannico riesce comunque a tagliare il traguardo, seppur parecchio distanziato dai big. Nella giornata seguente, tuttavia, è costretto ad abbandonare la corsa iberica a causa di una frattura al piede; malgrado la sfortunata corsa iberica, si aggiudica, per la seconda volta, il Vélo d'Or.

### 2016: il terzo Tour de France

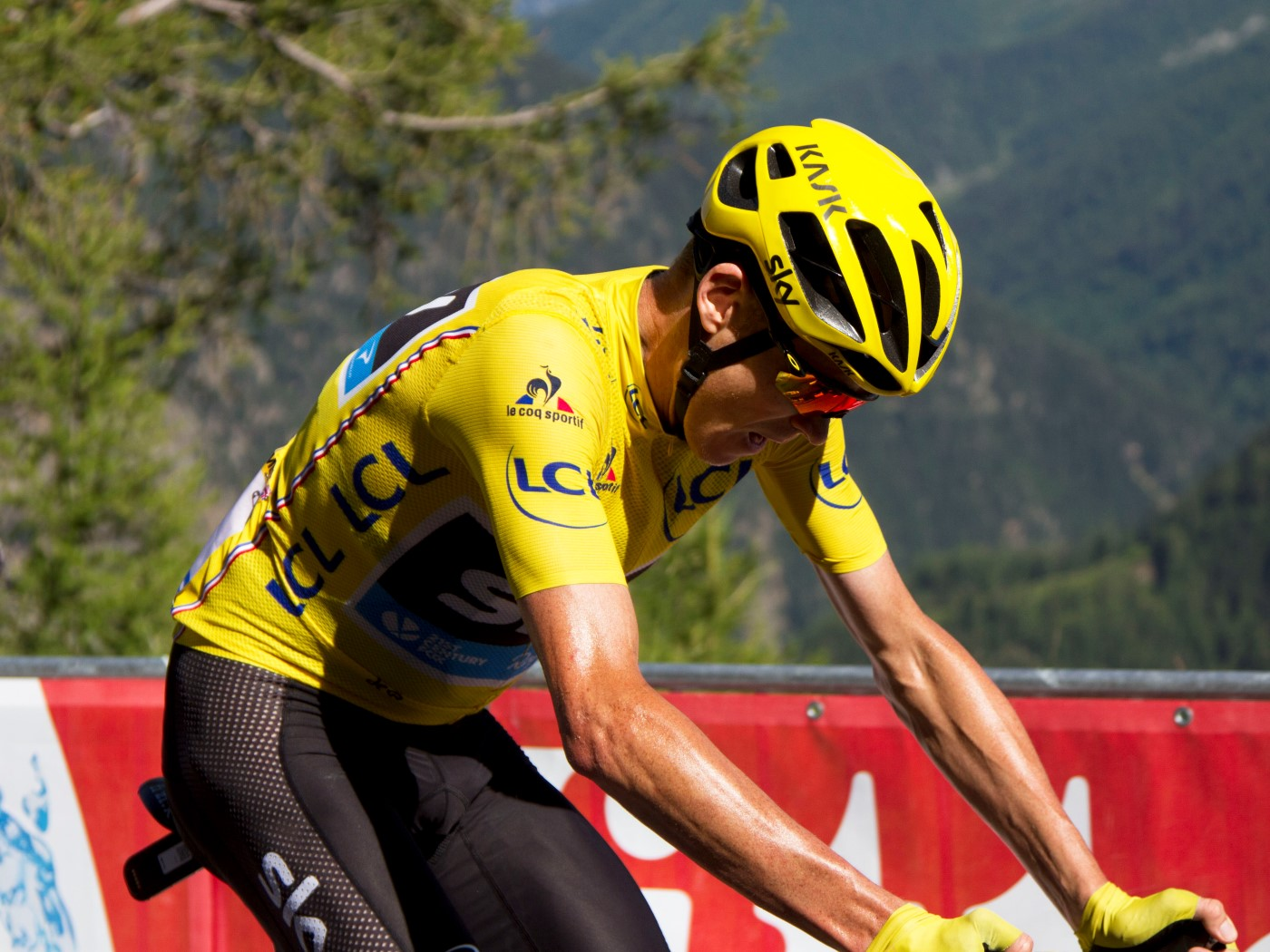
Froome in maglia gialla di capoclassifica al Tour de France 2016.

Froome debutta nel corso della nuova annata ad inizio febbraio sulle strade australiane dell'Herald Sun Tour, conquistando l'ultima tappa e la classifica generale della corsa. Dopo un periodo lontananza dalle competizioni, prende parte alla Volta Ciclista a Catalunya a fine marzo, cogliendo un ottavo posto finale a 46" da Quintana. In aprile è invece al Tour de Romandie, che termina lontano dai migliori in classifica, aggiudicandosi comunque la quarta tappa: nell'occasione è protagonista di un attacco da lontano assieme a Van Garderen, staccando poi l'americano sulle rampe della salita finale di Villars-sur-Ollon e resistendo alla rimonta dei big.
Ad inizio giugno corre il Giro del Delfinato, con l'obiettivo di affinare la condizione in vista del Tour de France. Dopo il terzo posto nel prologo iniziale sulla salita di Les Gets, si impone nella quinta tappa sull'ascesa di Vaujany, precedendo l'ex compagno di squadra Porte e sfilando la maglia di leader a Contador, fino a quel momento capoclassifica. Nelle rimanenti due frazioni si limita ad amministrare il proprio vantaggio, aggiudicandosi per la terza volta in carriera la classifica finale della corsa, dove precede di 12" il francese Romain Bardet e di 19" l'irlandese Daniel Martin.

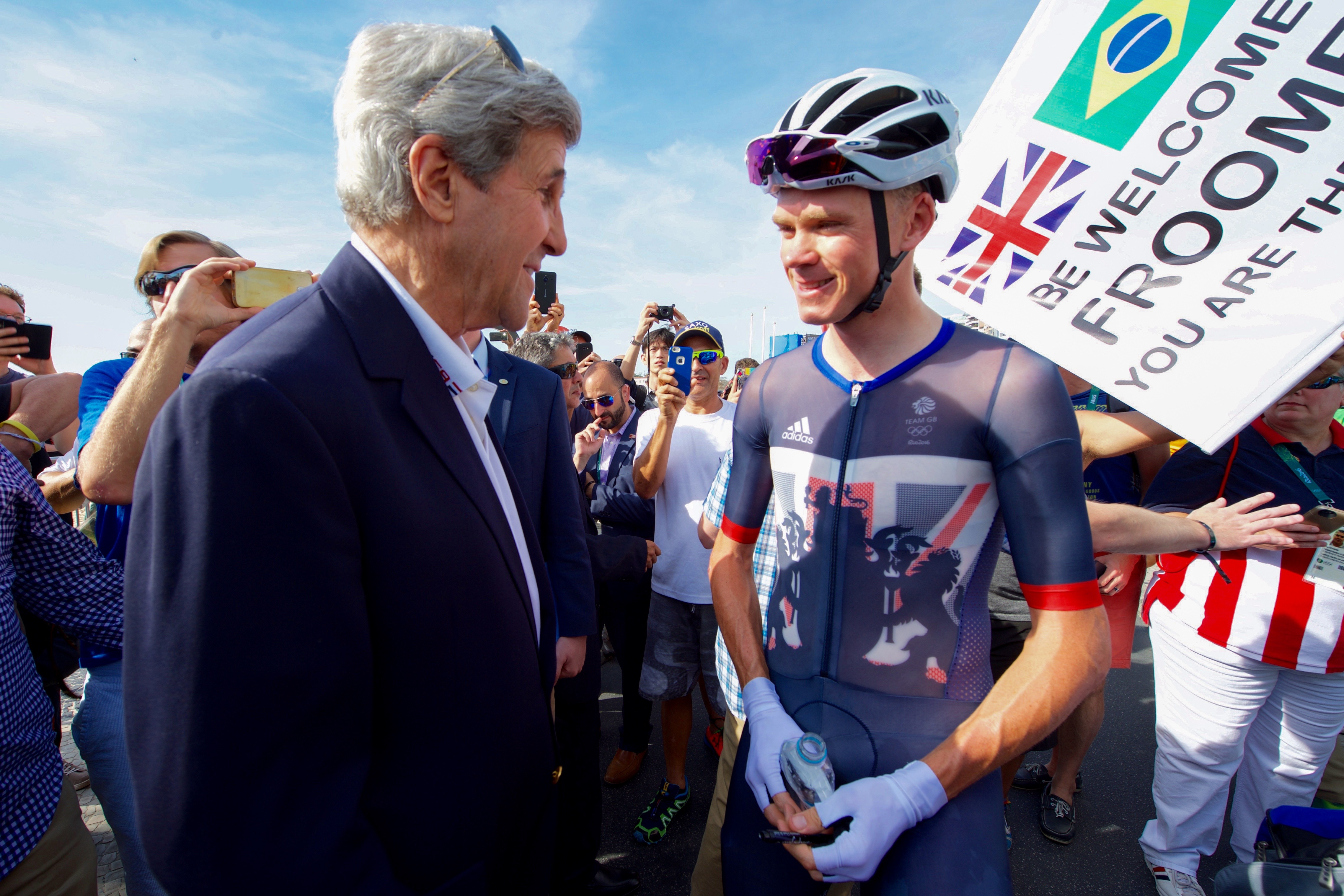
Froome a colloquio con il segretario di Stato degli Stati Uniti d'America John Kerry in occasione dei Giochi olimpici 2016 di Rio de Janeiro.

Al Tour de France si presenta al via in veste di uno dei papabili alla vittoria finale. Dopo aver terminato la prima settimana ai piani alti della classifica, conquista la leadership al termine dell'ottava frazione, con arrivo a Bagnères-de-Luchon, vincendo in solitaria e staccando di 13" i diretti rivali con un'insolita azione nata all'inizio dell'ultima discesa del Col du Peyresourde. Nelle successive tappe pirenaiche i distacchi tra gli uomini di classifica rimangono tali, con Froome che riesce ad incrementare leggermente il proprio vantaggio nell'undicesima tappa: nell'occasione, approfittando del vento laterale, si rende protagonista di un attacco in pianura a 12 km dall'arrivo assieme allo slovacco Peter Sagan, al polacco Maciej Bodnar e al gallese compagno di squadra Geraint Thomas, terminando secondo allo sprint dietro il campione del mondo della Tinkoff. Nella giornata seguente, quella con arrivo a Chalet Reynard, Froome è protagonista di un fatto alquanto singolare e senza precedenti: avvantaggiatosi rispetto ai rivali sull'ultima ascesa assieme a Mollema e all'ex compagno di squadra Porte, i tre rimangono coinvolti in una caduta a circa un chilometro dall'arrivo, dopo che il tasmaniano della BMC aveva tamponato la moto delle riprese televisive, la quale a sua volta aveva rallentato bruscamente per evitare dei tifosi che si erano riversati sulla carreggiata. Il britannico, ritrovatosi a dover cercare una bicicletta in seguito alla rottura della propria, dopo averne ricevuta una di riserva dall'assistenza non idonea alla propria conformazione fisica, ne riceve un'altra dalla propria ammiraglia solamente a 400 metri dal traguardo. Nettamente distanziato dai rivali, riesce a conservare la propria maglia gialla in seguito alla neutralizzazione dei tempi applicata dalla giuria di corsa. Nella cronometro individuale della tredicesima frazione, lungo i 37 km da Bourg-Saint-Andéol a La Caverne du Pont-d'Arc, l'alfiere della Sky giunge secondo, alle spalle del solo Dumoulin, infliggendo grossi distacchi a tutti i diretti avversari per la vittoria finale e rafforzando ulteriormente il proprio margine in classifica. Suggella infine il trionfo conquistando la seconda e ultima cronometro di Megève, distanziando altresì i rivali. Nelle rimanenti frazioni sulle Alpi amministra il vantaggio accumulato fino a quel momento, per poi salire per la terza volta sul gradino più alto del podio degli Champs-Élysées, precedendo di 4'05" Bardet e di 4'21" Quintana.
Terminata la corsa francese, viene schierato dalla propria nazionale al via dei Giochi olimpici di Rio de Janeiro: nell'occasione conclude al dodicesimo posto la prova in linea, mentre conquista la medaglia di bronzo in quella a cronometro, preceduto di 1'02" dal vincitore elvetico Fabian Cancellara e di 15" dal secondo classificato Dumoulin.
Nella seconda metà di agosto prende parte alla Vuelta a España in qualità di aspirante alla vittoria. In seguito al successo della cronosquadre iniziale, il britannico si assesta al terzo posto della classifica al termine della prima settimana, palesando un discreto, ma non ottimale, stato di forma. Dopo un terzo posto a Lagos de Covadonga, dove perde alcuni secondi dal rivale Quintana, si impone due giorni più tardi a Peña Cabarga, bissando il successo del 2011 e avanzando in seconda posizione nella generale a 54" dal colombiano. In seguito però non riesce ad impensierire il capoclassifica della Movistar, cedendogli ulteriori 2'43" nella quindicesima frazione. Distante 3'37" dalla vetta riesce a recuperargli poco più di due minuti vincendo la cronometro di Calp della diciannovesima tappa, assestandosi a circa un minuto e venti dalla maglia rossa. Nella ventesima e ultima frazione di montagna tuttavia, nonostante numerosi attacchi sull'ultima salita, non riesce a distanziare l'avversario, terminando l'indomani la corsa iberica, a Madrid, nuovamente al secondo posto, a 1'23" dal portacolori della Movistar.

### 2017: la doppietta Tour-Vuelta

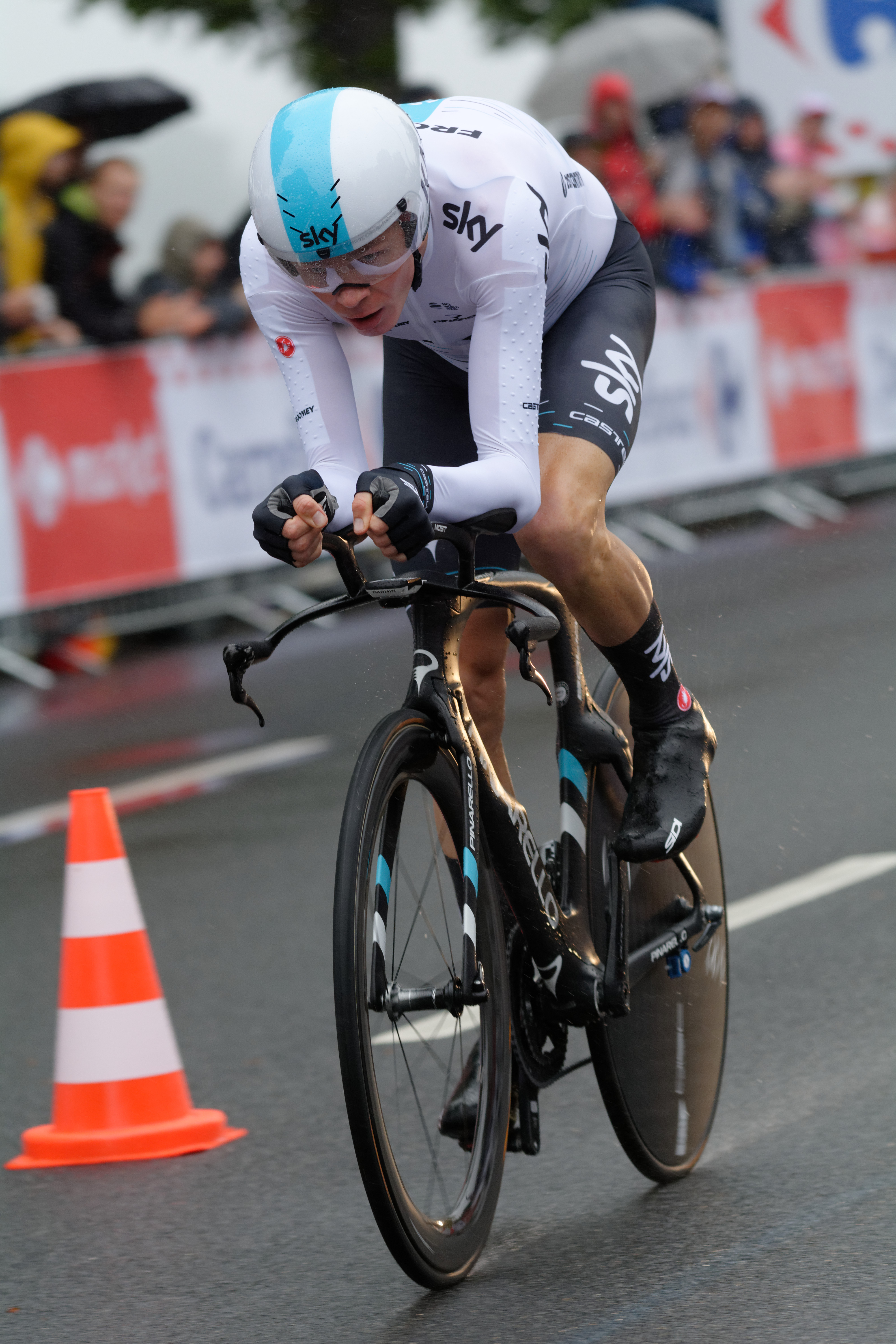
Froome impegnato nella cronometro d'apertura del Tour de France 2017.

Dopo ever esordito alla Cadel Evans Great Ocean Road Race ed aver concluso al sesto posto l'Herald Sun Tour, Froome si presenta alla Volta Ciclista a Catalunya: termina al secondo posto sull'arrivo in salita della quinta tappa di Lo Port/Tortosa, staccato di 13" da Valverde. Momentaneo secondo della generale, perde terreno il giorno successivo tagliando il traguardo con 26'38" di ritardo dal gruppo di testa; nonostante un bell'attacco nel finale dell'ultima tappa, conclude la corsa lontano 28'19" da Valverde. Anche il mese successivo al Tour de Romandie dimostra un precario stato di forma, terminando la corsa elvetica solamente al diciottesimo posto. Il trend prosegue anche al Giro del Delfinato, ultimo appuntamento prima dell'obiettivo Tour de France: durante la corsa transalpina non va infatti oltre un terzo posto nella sesta tappa, concludendo quarto nella generale a 1'33" dal danese Jakob Fuglsang.
Nonostante un avvicinamento sottotono, il 1º luglio Froome prende parte al Tour de France in qualità di principale favorito. Sesto nella cronometro d'apertura sulle strade tedesche di Düsseldorf, dove infligge già discreti distacchi ai suoi avversari, rimane nelle prime posizioni della classifica nelle prime giornate, dove in testa si trova il compagno di squadra Thomas. Sfila il simbolo del primato al gallese nella quinta tappa, quella con arrivo in salita a La Planche des Belles Filles, chiudendo terzo a 20" dal sardo Fabio Aru, vincitore di giornata. Nel corso della dodicesima tappa perde però la maglia gialla a vantaggio dell'italiano, che attacca negli ultimi 300 metri del Peyragudes, facendogli pagare 22" e costringendolo alla momentanea piazza d'onore nella generale, a 6" di ritardo. Riesce a riappropriarsi della maglia di leader due giorni dopo sull'arrivo di Rodez, grazie al ritardo accumulato da Aru, il quale rimane staccato dalle posizioni di vertice all'attacco dell'ultimo strappo. In seguito, anche grazie a un notevole supporto della squadra, amministra il seppur esiguo vantaggio sulle Alpi, contenendo gli attacchi degli immediati inseguitori Bardet e Rigoberto Urán nella diciassettesima frazione sul Col du Galibier e nella tappa successiva sull'Izoard. Suggella il successo finale nella penultima frazione, una cronometro individuale di 22,5 km a Marsiglia: chiudendo terzo, infligge notevoli distacchi ai rivali – 25" al colombiano Urán, 45" allo spagnolo e compagno di squadra Mikel Landa, 1'10" ad Aru e 1'57" a Bardet. Il giorno seguente sale per la quarta volta, terza consecutiva, sul gradino più alto del podio sugli Champs-Élysées, con 54" di vantaggio su Urán e 2'20" su Bardet: è inoltre il suo primo trionfo senza aver conseguito alcuna vittoria nel corso della manifestazione.
A fine agosto decide di partecipare alla Vuelta a España, con l'obiettivo dell'accoppiata con il Tour. Dopo una buona cronosquadre d'apertura in cui guadagna su pressoché tutti i principali rivali, indossa la maglia rossa di leader già al termine della terza frazione, conclusa al terzo posto; vince poi l'arrivo in salita della nona tappa, mentre termina al secondo posto quello dell'undicesima. All'inizio della terza settimana di corsa si aggiudica anche la cronometro, amministrando il vantaggio fino a quel momento accumulato nelle seguenti frazioni: accusa il suo unico momento di difficoltà nella diciassettesima frazione, quando sulle dure rampe dell'ultima ascesa viene staccato dai rivali, perdendo 42" da Nibali, l'avversario più vicino in classifica. A Madrid comunque, dopo tre secondi posti, il britannico vince la sua prima Vuelta in carriera, superando di 2'15" Nibali e di 2'51" Zakarin: così facendo Froome centra la doppietta con il Tour, diventando al contempo il terzo ciclista nella storia a riuscirci, dopo i francesi Jacques Anquetil nel 1963 e Bernard Hinault nel 1978; oltre alla generale si aggiudica anche la classifica a punti e quella della combinata. Termina l'annata ai campionati del mondo di Bergen, conquistando la medaglia di bronzo sia nella cronosquadre sia nella cronometro individuale, venendo inoltre insignito il 17 ottobre del Vélo d'Or, terzo in carriera.
Il 13 dicembre viene diffusa la notizia della sua positività al salbutamolo, in concentrazioni doppie rispetto al limite consentito, riscontrata al termine della diciottesima tappa della Vuelta e confermata dalle controanalisi. L'entourage del ciclista prende le difese dello stesso, il quale a sua volta si dichiara innocente e certo di "non aver usato di più della dose consentita". In attesa di una sentenza sul suo caso, il britannico è comunque autorizzato a gareggiare.

### 2018: la vittoria al Giro d'Italia e il podio al Tour de France

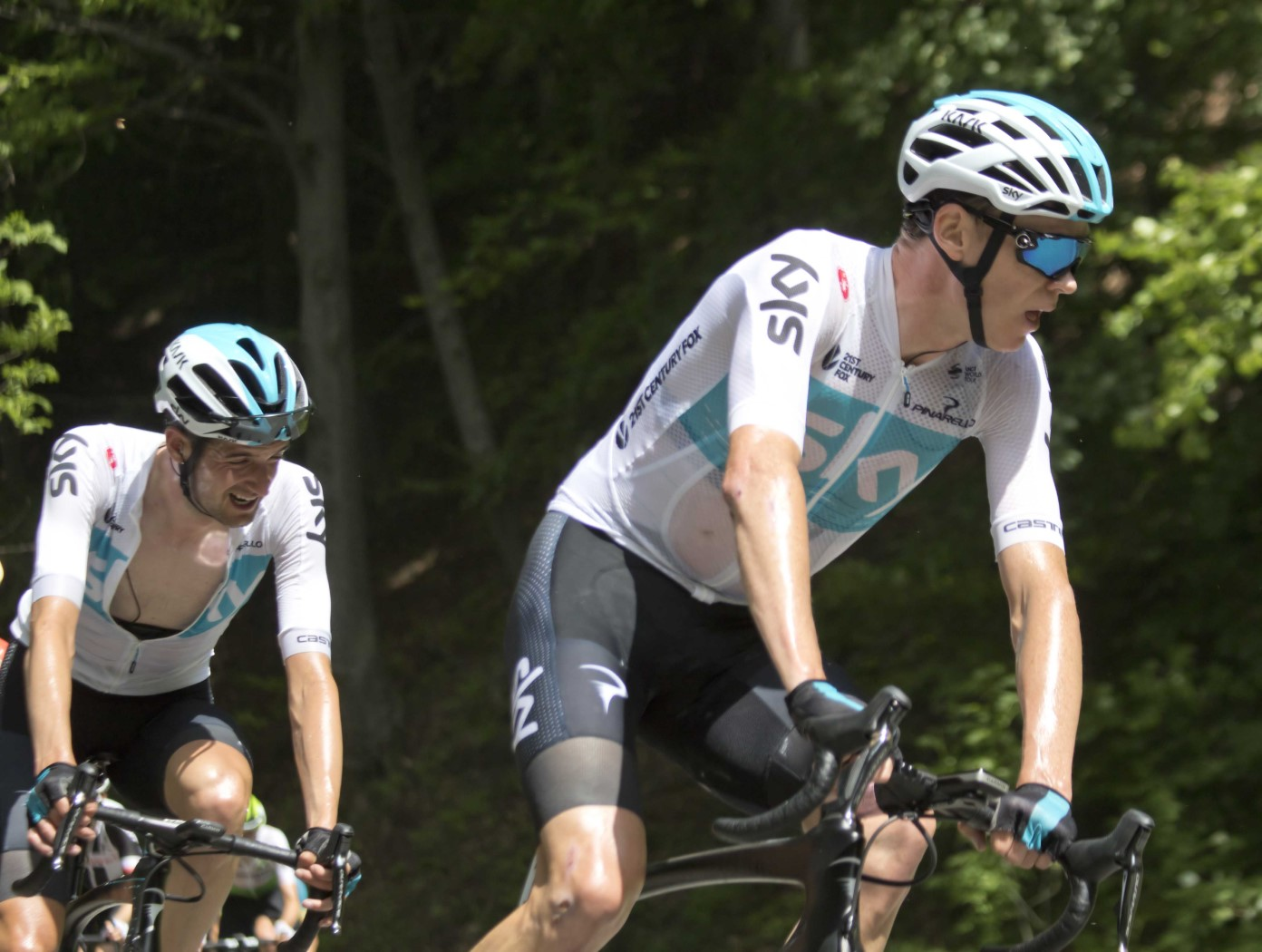
Chris Froome (in primo piano) sulla salita del Colle delle Finestre, poco prima del decisivo attacco in solitaria di oltre 80 km che lo vedrà poi conquistare la vittoria nella diciannovesima tappa del Giro d'Italia 2018 ed indossare anche la maglia rosa al termine della frazione alpina.

Frattanto, il 29 novembre 2017 Froome annuncia la sua intenzione di partecipare al successivo Giro d'Italia per poi cercare l'ambiziosa "doppietta" con il Tour, riuscita solo a 8 corridori nella storia e l'ultima si è verificata nel 2024 da Tadej Pogacar. Debutta a metà febbraio alla Vuelta a Andalucía, concludendola al decimo posto e dimostrando una forma fisica ancora approssimativa. Anche alla seguente Tirreno-Adriatico di inizio marzo termina lontano dalle posizioni di vertice. Al Tour of the Alps, ultima corsa di avvicinamento al primo grande obiettivo stagionale, dimostra invece un netto miglioramento, concludendo tutte e cinque le impegnative tappe nella top 10 e finendo la corsa al quarto posto a soli 16" dal francese Thibaut Pinot.
Presentatosi come principale favorito per il successo finale, assieme al vincitore uscente Dumoulin, il ritorno di Froome alla Corsa Rosa a otto anni dall'ultima volta non inizia nei migliore dei modi, restando subito vittima di una caduta durante la ricognizione della cronometro d'apertura di Gerusalemme: disputa difatti una prova sotto le aspettative, al termine della quale paga già 37" al rivale olandese, prima maglia rosa dell'edizione. Condizionato dai postumi di questa caduta, cui si aggiunge una nuova scivolata durante la scalata finale di Montevergine di Mercogliano dell'ottava tappa, nonché da una condizione fisica non ancora al massimo dell'efficienza, durante le prime due settimane di corsa perde costantemente terreno dai diretti avversari di classifica ogni qual volta la strada presenti difficoltà altimetriche in prossimità dell'arrivo, salvo qualche eccezione, mostrandosi comunque fiducioso per una terza settimana in crescita. Momentaneo dodicesimo a 3'20" dal sorprendente capoclassifica Simon Yates al termine della tredicesima tappa, Froome stacca tutti per la prima volta dall'inizio del Giro il giorno successivo, precedendo di 6" Yates sul traguardo del durissimo Monte Zoncolan; al termine di un'accidentata quindicesima frazione perde però nuovamente terreno dai rivali, ritrovandosi al settimo posto della generale, ma lontano ben 4'52" dalla leadership del connazionale. Da questo momento in avanti Froome comincia la sua lenta risalita verso la vetta: ottimo quinto nella lunga cronometro Trento-Rovereto, nella quale accusa un leggero ritardo, 15", dal solo Dumoulin, conclude tra i migliori anche due giorni più tardi nell'arrivo in quota di Prato Nevoso, risalendo fino alla quarta piazza; è però nel corso della Venaria Reale-Bardonecchia, diciannovesima tappa, che il britannico mette in atto un inatteso ribaltone: coadiuvato da un grande lavoro di squadra, attacca in solitaria sul Colle delle Finestre — Cima Coppi dell'edizione, che vede la prima ma fatale crisi dell'allora leader Yates — a 80 km dal traguardo, transitando per primo sul prestigioso GPM e aumentando il proprio vantaggio sugli inseguitori nella successiva discesa e sul Sestriere, mantenendo infine costante il notevole ritardo dei rivali sull'ultima salita dello Jafferau: vittorioso sul traguardo, Froome stacca Dumoulin, il quale alla partenza lo precedeva di 2'54", di 3'23", indossando per la prima volta in carriera la maglia rosa con un vantaggio di 40" sull'alfiere della Sunweb, al termine di quella che rappresenta una delle più grandi imprese dell'epoca moderna. Il giorno seguente gestisce il vantaggio sul diretto inseguitore, il quale tenta invano di metterlo in difficoltà sulle rampe che portano a Cervinia, sfilando sulle strade di Roma, passerella conclusiva, e salendo sul gradino più alto del podio con 46" sullo stesso Dumoulin e 4'57" sul colombiano Miguel Ángel López; oltre al "Trofeo senza Fine", il portacolori della Sky conquista anche la maglia azzurra del miglior scalatore, cui si aggiungono il Trofeo Vincenzo Torriani per aver vinto la tappa con la Cima Coppi e il Trofeo Bonacossa per la più bella impresa del Giro. Froome entra così nella storia, riuscendo a vincere tutti e tre i grandi Giri e scrivendo il suo nome accanto a quelli di Eddy Merckx, Felice Gimondi, Jacques Anquetil, Bernard Hinault, Alberto Contador e Vincenzo Nibali, gli unici corridori capaci in passato di conquistare la tripla corona; inoltre con questo successo diventa il terzo ciclista di sempre capace di vincere tre grandi corse a tappe consecutive, dopo Merckx e Hinault.

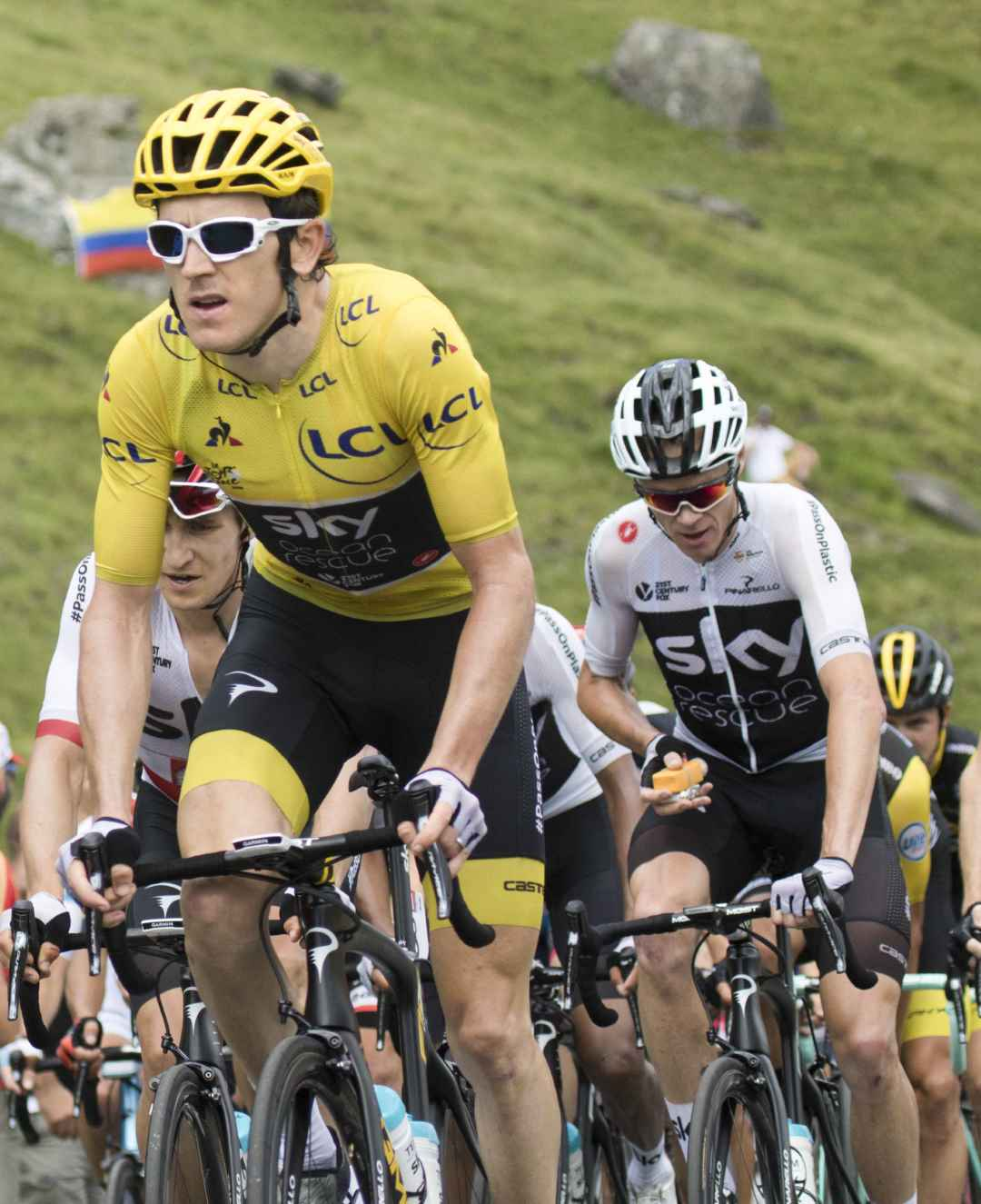
Froome alle spalle della maglia gialla nonché compagno di squadra Geraint Thomas in un momento della diciannovesima tappa del Tour de France 2018.

Il 2 luglio, un giorno dopo che ASO aveva respinto la partecipazione di Froome all'imminente Tour de France in quanto "personaggio non gradito", l'UCI assolve il corridore in merito alla vicenda che lo vedeva coinvolto dal dicembre 2017, venendo quindi autorizzato dalla stessa ASO a prendere il via della Grande Boucle. Tra l'ostilità del pubblico francese, il Tour di Froome non inizia nel migliore dei modi: cade infatti nei chilometri finali della tappa inaugurale, perdendo subito 51" secondi dai più pericolosi rivali, il compagno di squadra Thomas e Dumoulin. Al termine di una prima settimana che lo vede recuperare qualche posizione in classifica grazie alla cronosquadre della terza frazione, chiusa al secondo posto a soli 4" dalla BMC, desta un'ottima impressione nel primo arrivo in salita dell'edizione: a La Rosière termina infatti terzo, staccato di 20" solo dalla nuova maglia gialla Thomas. Anche il giorno successivo termina con i migliori sulle dure rampe dell'Alpe d'Huez, che vedono nuovamente trionfare il capoclassifica. Momentaneo secondo della generale a 1'39" dal compagno, resta pimpante fino al termine della seconda settimana che vede il suo distacco invariato. Le fatiche del Giro emergono tuttavia nelle ultime e decisive frazioni pirenaiche: va infatti in difficoltà nella diciassettesima tappa, perdendo contatto durante l'ascesa di Saint-Lary-Soulan, ultimo arrivo in quota, da Thomas, Dumoulin e lo sloveno Primož Roglič, vedendosi scavalcato in classifica dall'olandese e minacciato anche il provvisorio podio dall'alfiere della Lotto NL-Jumbo. L'ultima frazione di montagna della diciannovesima tappa vede quindi una nuova flessione del britannico, che nonostante la strenua difesa messa in atto sull'Aubisque, dove riesce a transitare con i migliori, si vede provvisoriamente scalzata la terza posizione da Roglič, il quale vince la tappa allungando in solitaria nella discesa conclusiva. Ormai staccato di 2'37" dalla maglia gialla e di 13" dallo sloveno e con una condizione fisica in netto calo, ha una reazione d'orgoglio nell'esigente cronometro individuale del giorno successivo: disputa infatti un'eccellente prova sfiorando il successo per solo 1", a vantaggio del campione del mondo in carica della specialità Dumoulin. Complici comunque le inaspettate difficoltà di Roglič, a cui rifila 1'11", si riappropria del terzo posto, sfilando sui classici Champs-Élysées a 33" da Dumoulin e a 2'24" dal sorprendente Thomas; viene quindi respinto il suo primo tentativo di accoppiata Giro-Tour, considerata ormai impresa impossibile nel ciclismo moderno. Nella parte rimanente dell'annata disputa solamente il Tour of Britain a inizio settembre, terminandolo lontano dalle posizioni di vertice.

### 2019: l'infortunio al Delfinato
Partito con l'obiettivo Tour de France, il 2019 di Froome comincia a inizio febbraio in Colombia, partecipando alla breve corsa a tappe locale Tour Colombia 2.1, lontano dai migliori. Non ottiene risultati degni di nota neanche alla Volta Ciclista a Catalunya di fine marzo, con la condizione che migliora gradualmente a fine aprile con l'undicesimo posto al Tour of the Alps e il tredicesimo al Tour de Yorkshire di inizio maggio. Tuttavia, durante il Giro del Delfinato 2019, ultimo test in vista del Tour, rimane vittima di una caduta nel corso della ricognizione della cronometro di Roanne, andando a sbattere violentemente contro un muretto: costretto al ritiro, gli vengono riscontrate gravi fratture a femore, gomito, costole e anca, oltre ad alcune lesioni interne e varie escoriazioni, dovendo così rinunciare all'assalto alla Grande Boucle.

### 2020: l'ultima stagione con il Team Ineos
Finita la fase di riabilitazione Froome annuncia che tornerà a correre assieme ai suoi compagni di squadra al UAE Tour di febbraio. Partecipa anche ad altre corse a tappe tra cui la Tirreno-Adriatico e il Giro del Delfinato non puntando alla classifica generale ma allenandosi per presentarsi in una buona condizione per la Vuelta 2020 di fine ottobre. Il 9 luglio 2020 Chris annuncia che il suo contratto con il Team Ineos non sarebbe stato rinnovato per l'anno successivo e che La Vuelta sarebbe stata la sua ultima gara con il Team Ineos per poi passare nella stagione 2021 alla Israel Start-Up Nation. Nonostante i rumor secondo cui Froome sarebbe stato il capitano del Team Ineos alla Vuelta, durante la prima tappa nella penultima salita si stacca dal gruppo ed i suoi compagni non lo aspettano palesando che il capitano sarebbe stato Richard Carapaz e Froome un suo gregario.

### 2021-: Israel Start-Up Nation
Per prepararsi alla stagione 2021, Froome si trasferisce in un centro di recupero in California per seguire un programma di allenamento e riabilitazione, dopo gli infortuni subiti gli anni precedenti. Froome fa il suo debutto con la nuova squadra il 21 febbraio, in occasione dell'UAE Tour per poi prender parte al Tour de France, concludendo la competizione al 133º posto in classifica generale. Le prestazioni al di sotto delle aspettative spingono la squadra a non convocarlo per la Vuelta, dandogli più tempo per allenarsi e recuperare la forma fisica.
Nel 2022 Froome partecipa alla Settimana Internazionale di Coppi e Bartali e a fine maggio al Mercan'Tour Classic Alpes-Maritimes dove chiude al 11º posto, suo miglior risultato dalla caduta al Giro del Delfinato del 2019. A luglio prende parte al Tour de France, ottenendo un brillante 3º posto nella tappa dell'Alpe d'Huez vinta dal suo connazionale Pidcock; è costretto poi al ritiro dopo 17 tappe per positività al COVID-19.

## Palmarès
- 2007 (Team Konica Minolta)

5ª tappa Giro delle Regioni (Chianciano Terme > Montepulciano)
6ª tappa Tour of Japan (Izu > Izu)
- 2009 (Barloworld)

2ª tappa Giro del Capo (Durbanville > Durbanville)
- 2011 (Sky ProCycling, due vittorie)

17ª tappa Vuelta a España (Faustino V > Peña Cabarga)
Classifica generale Vuelta a España
- 2012 (Sky ProCycling, una vittoria)

7ª tappa Tour de France (Tomblaine > La Planche des Belles Filles)
- 2013 (Sky ProCycling, tredici vittorie)

5ª tappa Tour of Oman (Al Alam Palace > Ministry of Housing in Boshar)
Classifica generale Tour of Oman
4ª tappa Tirreno-Adriatico (Narni > Prati di Tivo)
3ª tappa Critérium International (Porto Vecchio > Col de l'Ospedale)
Classifica generale Critérium International
Prologo Giro di Romandia (Le Châble > Bruson, cronometro)
Classifica generale Giro di Romandia
5ª tappa Giro del Delfinato (Grésy-sur-Aix > Valmorel)
Classifica generale Giro del Delfinato
8ª tappa Tour de France (Castres > Ax 3 Domaines)
15ª tappa Tour de France (Givors > Mont Ventoux)
17ª tappa Tour de France (Embrun > Chorges, cronometro)
Classifica generale Tour de France
- 2014 (Team Sky, sei vittorie)

5ª tappa Tour of Oman (Bidbid > Jabal Al Akhdhar)
Classifica generale Tour of Oman
5ª tappa Giro di Romandia (Neuchâtel > Neuchâtel, cronometro)
Classifica generale Giro di Romandia
1ª tappa Giro del Delfinato (Lione > Lione, cronometro)
2ª tappa Giro del Delfinato (Tarare > Pays d'Olliergues-Col du Béal)
- 2015 (Team Sky, sette vittorie)

4ª tappa Vuelta a Andalucía (Maracena > Alto de las Allanadas)
Classifica generale Vuelta a Andalucía
7ª tappa Giro del Delfinato (Montmélian > Saint-Gervais Mont Blanc)
8ª tappa Giro del Delfinato (Saint-Gervais Mont Blanc > Modane Valfréjus)
Classifica generale Giro del Delfinato
10ª tappa Tour de France (Tarbes > La Pierre-Saint-Martin)
Classifica generale Tour de France
- 2016 (Team Sky, dieci vittorie)

4ª tappa Herald Sun Tour (Arthurs Seat > Arthurs Seat)
Classifica generale Herald Sun Tour
4ª tappa Giro di Romandia (Conthey > Villars-sur-Ollon)
5ª tappa Giro del Delfinato (La Ravoire > Vaujany)
Classifica generale Giro del Delfinato
8ª tappa Tour de France (Pau > Bagnères-de-Luchon)
18ª tappa Tour de France (Sallanches > Megève, cronometro)
Classifica generale Tour de France
11ª tappa Vuelta a España (Colunga/Museo Jurásico > Peña Cabarga)
19ª tappa Vuelta a España (Jávea > Calp, cronometro)
- 2017 (Team Sky, quattro vittorie)

Classifica generale Tour de France
9ª tappa Vuelta a España (Orihuela > Cumbre del Sol/El Poble Nou de Benitatxell)
16ª tappa Vuelta a España (Circuito di Navarra > Logroño, cronometro)
Classifica generale Vuelta a España
- 2018 (Team Sky, tre vittorie)

14ª tappa Giro d'Italia (San Vito al Tagliamento > Monte Zoncolan)
19ª tappa Giro d'Italia (Venaria Reale > Bardonecchia)
Classifica generale Giro d'Italia

### Altri successi
- 2008 (Barloworld)

Classifica giovani Volta ao Distrito de Santarém
- 2009 (Barloworld)

Anatomic Jock Race
- 2011 (Sky ProCycling)

Classifica combinata Vuelta a España
- 2012 (Sky ProCycling)

Critérium de Castillon-la-Bataille
- 2013 (Sky ProCycling)

Classifica a punti Tour of Oman
Criterium van Aalst
Profronde van Stiphout
Criterium van Sint-Niklaas
Profwielerronde van Etten-Leur
Saitama Criterium
- 2014 (Team Sky)

Classifica a punti Giro del Delfinato
Premio della Combattività Vuelta a España
- 2015 (Team Sky)

Classifica a punti Vuelta a Andalucía
Classifica combinata Vuelta a Andalucía
1ª tappa Giro di Romandia (Vallée de Joux > Juraparc, cronosquadre)
Classifica scalatori Tour de France
Criterium van Sint-Niklaas
Maneblusser Na-Tour Criterium Mechelen
Profwielerronde van Etten-Leur
- 2016 (Team Sky)

Classifica scalatori Herald Sun Tour
Criterium van Aalst
Profronde van Surhuisterveen
1ª tappa Vuelta a España (Ourense Termal/Balneario de Laias > Parque Náutico Castrelo de Miño, cronosquadre)
- 2017 (Team Sky)

Criterium van Roeselare
Acht van Chaam
Classifica a punti Vuelta a España
Classifica combinata Vuelta a España
Shanghai Criterium
- 2018 (Team Sky)

Classifica scalatori Giro d'Italia
Trofeo Vincenzo Torriani Giro d'Italia
Trofeo Bonacossa Giro d'Italia

## Piazzamenti

### Grandi Giri
- Giro d'Italia

2009: 32º
2010: squalificato (19ª tappa)
2018: vincitore
- Tour de France

2008: 82º
2012: 2º
2013: vincitore
2014: ritirato (5ª tappa)
2015: vincitore
2016: vincitore
2017: vincitore
2018: 3º
2021: 133º
2022:  non partito (18ª tappa)
- Vuelta a España

2011: vincitore
2012: 4º
2014: 2º
2015: non partito (12ª tappa)
2016: 2º
2017: vincitore
2020: 97º
2022: 113º

### Classiche monumento
- Parigi-Roubaix

2008: ritirato
- Liegi-Bastogne-Liegi

2008: 84º
2009: 44º
2010: 135º
2013: 36º
2014: non partito
2016: 112º
2020: ritirato
- Giro di Lombardia

2021: ritirato

### Competizioni mondiali
- Campionati del mondo

Salisburgo 2006 - Cronometro Under-23: 36º
Salisburgo 2006 - In linea Under-23: 45º
Stoccarda 2007 - Cronometro Under-23: 41º
Stoccarda 2007 - In linea Under-23: 21º
Varese 2008 - In linea Elite: ritirato
Mendrisio 2009 - Cronometro Elite: 18º
Mendrisio 2009 - In linea Elite: ritirato
Copenaghen 2011 - In linea Elite: ritirato
Limburgo 2012 - In linea Elite: ritirato
Toscana 2013 - Cronosquadre: 3º
Toscana 2013 - In linea Elite: ritirato
Ponferrada 2014 - In linea Elite: ritirato
Bergen 2017 - Cronosquadre: 3º
Bergen 2017 - Cronometro Elite: 3º
- Giochi olimpici

Londra 2012 - In linea: 109º
Londra 2012 - Cronometro: 3º
Rio de Janeiro 2016 - In linea: 12º
Rio de Janeiro 2016 - Cronometro: 3º
- UCI World Tour

UCI World Tour 2011: 15º
UCI World Tour 2012: 7º
UCI World Tour 2013: 2º
UCI World Tour 2014: 7º
UCI World Tour 2015: 6º
UCI World Tour 2016: 3º
UCI World Tour 2017: 2º
UCI World Tour 2018: 9º

## Riconoscimenti
- Trofeo Internazionale Flandrien del quotidiano Het Nieuwsblad nel 2013[211] e 2017[212]
- Vélo d'Or della rivista Vélo Magazine nel 2013,[213] 2015[senza fonte] e 2017[148]
- Mendrisio d'Oro del Velo Club Mendrisio nel 2013[214]
- SJA Sportsman of the Year nel 2017[215]
- Inserito nella Top 25 della Cycling Hall of Fame[216]

## Opere
- The Climb: The Autobiography, con David Walsh, Londra, Penguin Books, 2014, ISBN 978-0-241-96942-7.